# Feichten (Bad Tölz)

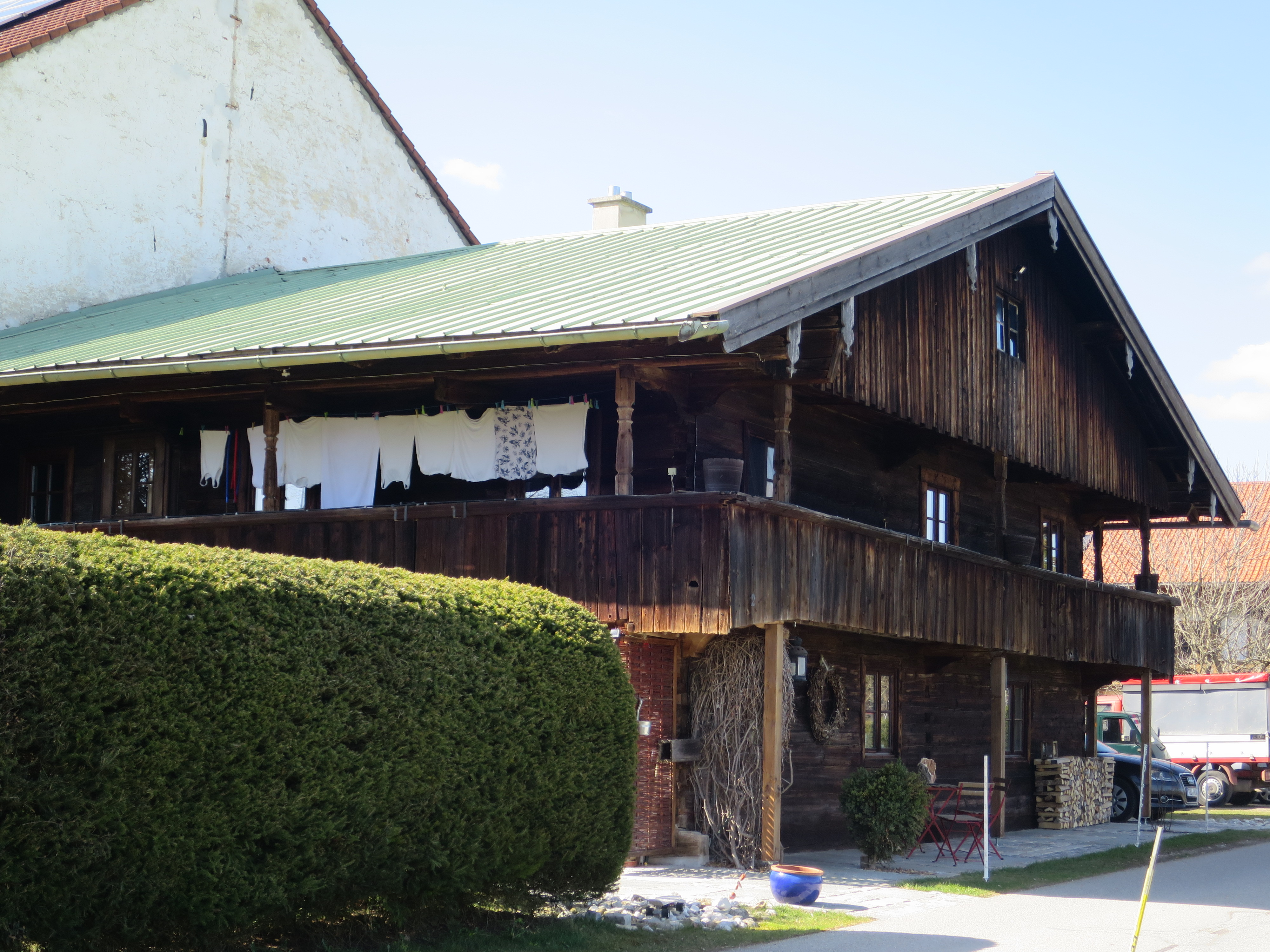
Denkmalgeschütztes Bauernhaus

Feichten ist ein Stadtteil von Bad Tölz im oberbayerischen Landkreis Bad Tölz-Wolfratshausen.

## Lage
Der Weiler liegt circa drei Kilometer nördlich von Bad Tölz und ist über die Staatsstraße 2368 zu erreichen.

## Gemeindezugehörigkeit
Vor der Gemeindegebietsreform war Feichten ein Ortsteil der Gemeinde Kirchbichl und wurde nach deren Auflösung am 1. Mai 1978 nach Bad Tölz eingegliedert.

## Baudenkmäler
Eingetragenes Baudenkmal des Ortes ist der Wohnteil eines Bauernhauses